# Ромулус (переписна місцевість, Нью-Йорк)
Ромулус (англ. Romulus) — переписна місцевість (CDP) в США, в окрузі Сенека штату Нью-Йорк. Населення — 356 осіб (2020).

## Географія
Ромулус розташований за координатами 42°45′6″ пн. ш. 76°50′6″ зх. д. / 42.75167° пн. ш. 76.83500° зх. д. (42.751799, -76.835069).  За даними Бюро перепису населення США в 2010 році переписна місцевість мала площу 1,58 км², уся площа — суходіл.

## Демографія
Згідно з переписом 2010 року, у переписній місцевості мешкало 409 осіб у 152 домогосподарствах у складі 100 родин. Густота населення становила 259 осіб/км².  Було 170 помешкань (108/км²).
Расовий склад населення:
| - 94,9 % — білих - 2,0 % — чорних або афроамериканців - 0,5 % — корінних американців |

До двох чи більше рас належало 2,4 %. Частка іспаномовних становила 2,4 % від усіх жителів.
За віковим діапазоном населення розподілялося таким чином: 26,2 % — особи молодші 18 років, 61,3 % — особи у віці 18—64 років, 12,5 % — особи у віці 65 років та старші. Медіана віку мешканця становила 37,8 року. На 100 осіб жіночої статі у переписній місцевості припадало 96,6 чоловіків;  на 100 жінок у віці від 18 років та старших — 89,9 чоловіків також старших 18 років.
Середній дохід на одне домашнє господарство  становив 57 642 долари США (медіана — 55 227), а середній дохід на одну сім'ю — 60 118 доларів (медіана — 55 682). За межею бідності перебувало 11,6 % осіб, у тому числі 13,5 % дітей у віці до 18 років та 14,1 % осіб у віці 65 років та старших.
Цивільне працевлаштоване населення становило 233 особи. Основні галузі зайнятості: освіта, охорона здоров'я та соціальна допомога — 25,8 %, виробництво — 21,9 %, будівництво — 11,6 %, роздрібна торгівля — 9,4 %.